# Saint-Erblon (Mayenne)
Saint-Erblon è un comune francese di 169 abitanti situato nel dipartimento della Mayenne nella regione dei Paesi della Loira.

## Società

### Evoluzione demografica
Abitanti censiti